# Attichy
Attichy – miejscowość i gmina we Francji, w regionie Hauts-de-France, w departamencie Oise.
Według danych na rok 1990 gminę zamieszkiwało 1651 osób, a gęstość zaludnienia wynosiła 112 osób/km² (wśród 2293 gmin Pikardii Attichy plasuje się na 161. miejscu pod względem liczby ludności, natomiast pod względem powierzchni na miejscu 206.).